# Lusatian Neisse

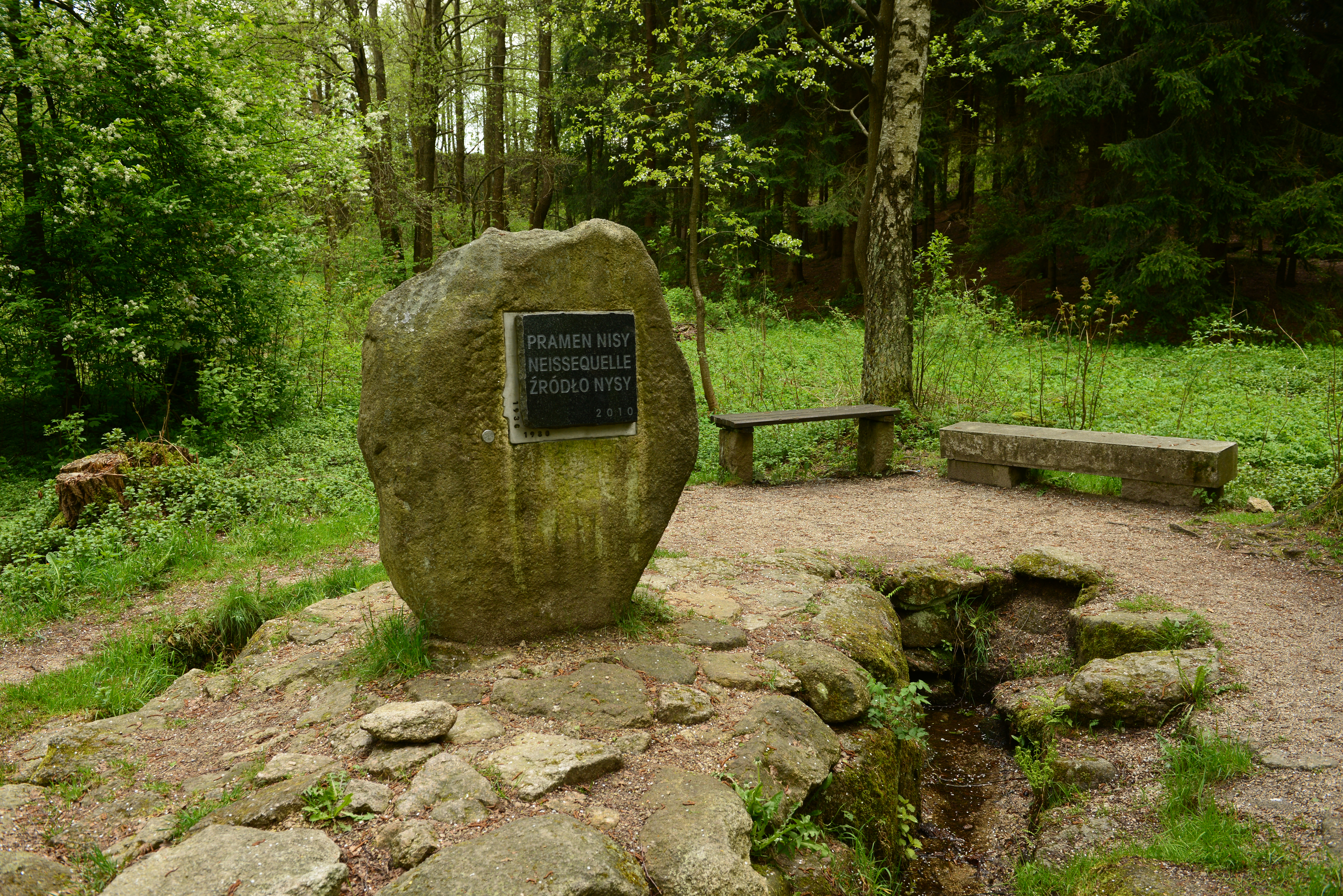
Nguồn

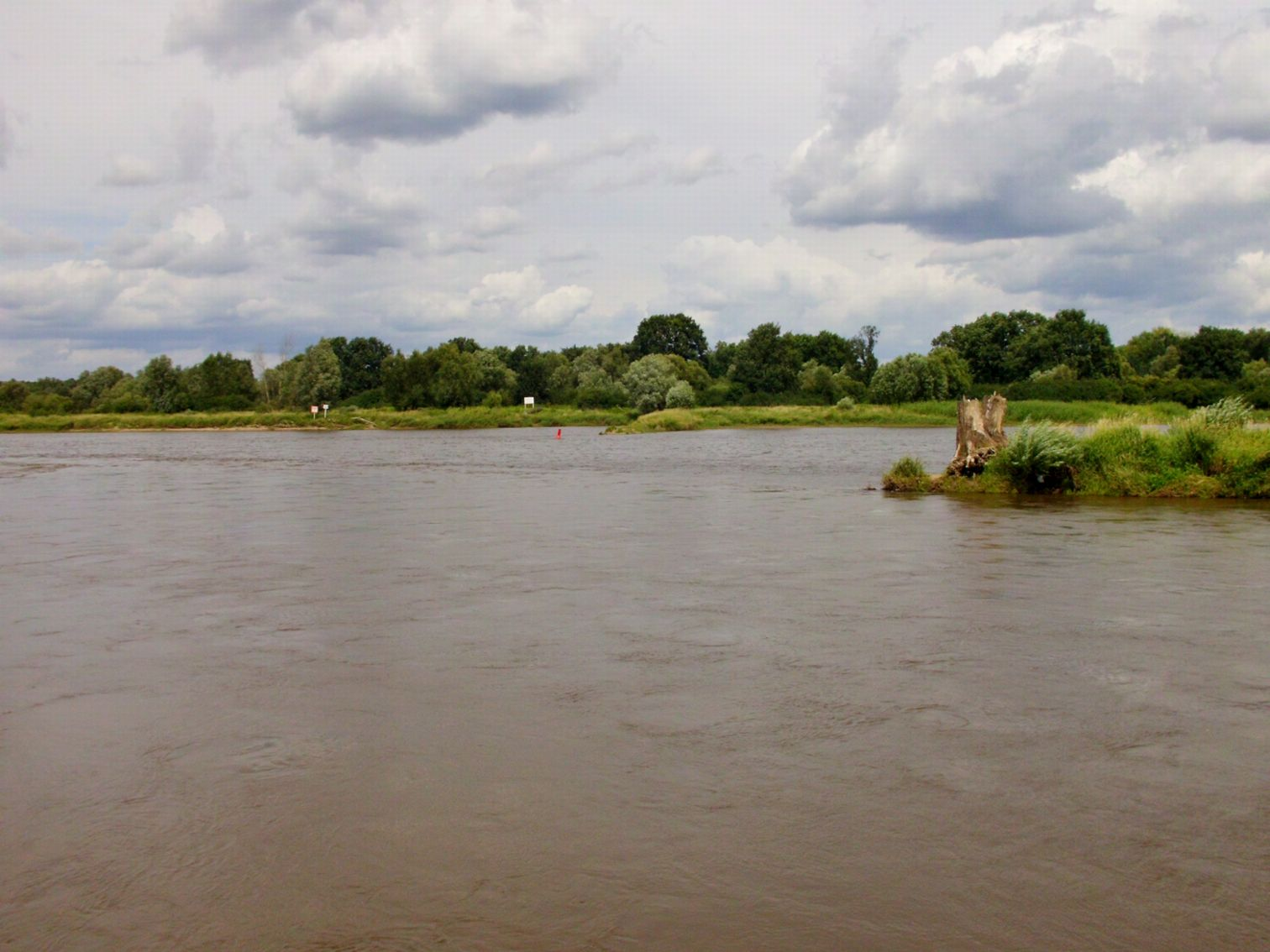
Sông Neisse gần làng Ratzdorf (D) tại ngã ba sông Oder. Xem sang Ba Lan. Lên phía trước sông Neiße

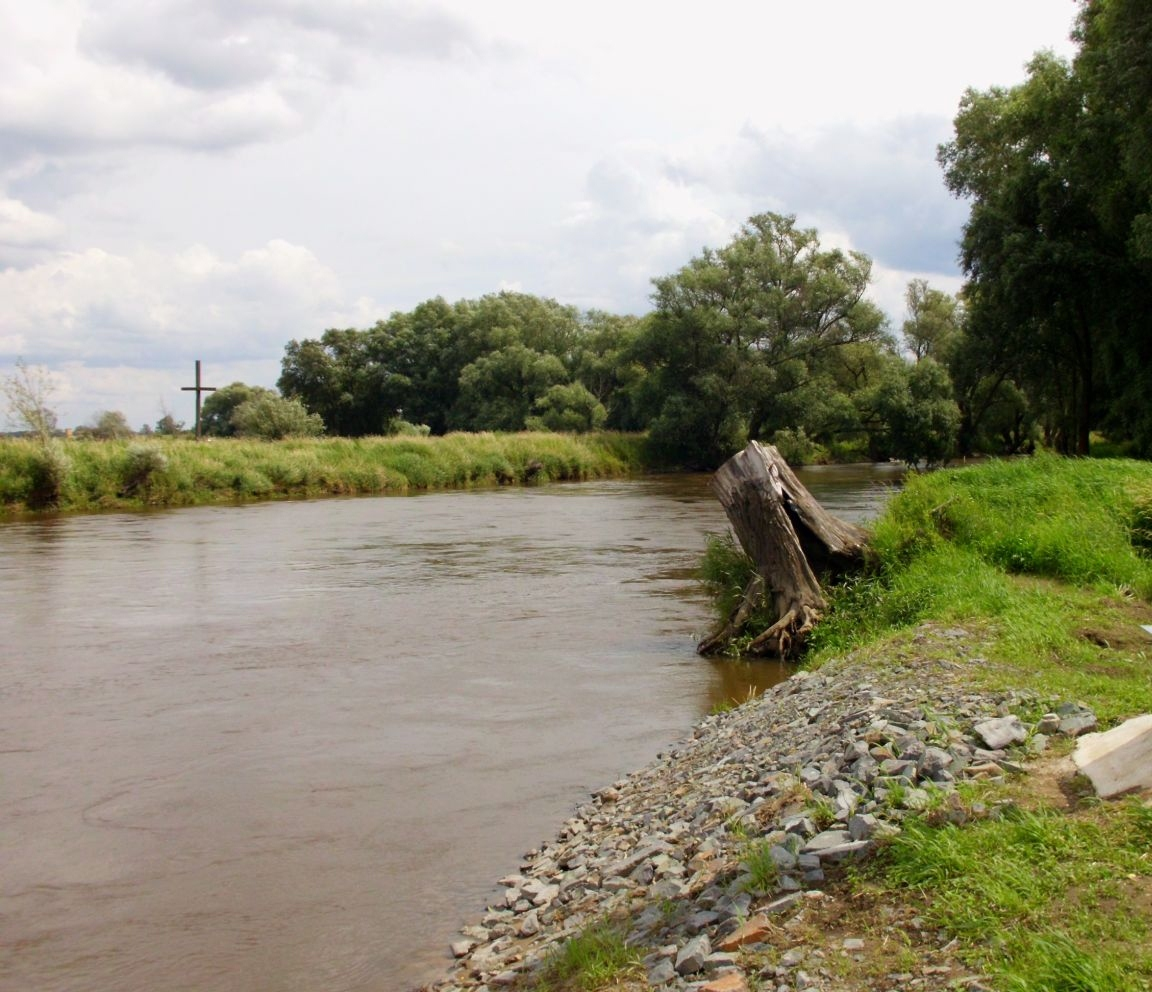
Sông Neisse gần làng Ratzdorf (D) tại ngã ba sông Oder. Xem sang Ba Lan

Lusatian Neisse  (tiếng Séc: Lužická Nisa; tiếng Đức: Lausitzer Neiße; tiếng Ba Lan: Nysa Łużycka; Thượng Sorbia: užiska Nysa; Hạ Sorbia: Łužyska Nysa), hay Western Neisse, là một con sông có chiều dài 252 kilômét (157 mi) ở Trung Âu. Diện tích lưu vực của nó là 4.403 km2 (1.700 dặm vuông Anh), trong đó 2.201 km2 (850 dặm vuông Anh) ở Ba Lan. Nó bắt nguồn ở dãy núi Jizera gần Nová Ves nad Nisou, Cộng hòa Séc, đạt đến điểm ba với Ba Lan và Đức tại Zittau sau 54 kilômét (34 mi) hành trình, và sau đó hình thành biên giới Ba Lan - Đức với chiều dài 197 kilômét (122 mi). Lusatian Neisse là một nhánh của bờ sông Oder, chảy vào giữa Neißemünde -Ratzdorf và Kosarzyn ở phía bắc thị trấn Guben và Gubin.
Theo Thỏa thuận Potsdam năm 1945 sau hậu quả của Thế chiến II, dòng sông đã trở thành một phần của biên giới phía tây Ba Lan với Đức (dòng Oder-Neisse). Là con sông dài nhất và đáng chú ý nhất trong ba con sông có tên Neisse (Neiße) (tiếng Đức) hoặc Nysa (tiếng Ba Lan) (hai con sông khác là Đông Neisse (tiếng Ba Lan: Nysa Kłodzka; tiếng Đức: Glatzer Neisse) và Raging Neisse (tiếng Ba Lan: Nysa Szalona; tiếng Đức: Wütende Neiße hoặc Jauersche Neiße)), nó được gọi đơn giản là Neisse.

## Tên
Vì dòng sông chảy qua vùng lịch sử Lusatia, tính từ "Lusatian" hoặc "Western" trước tên của dòng sông Neisse được sử dụng bất cứ khi nào phân biệt dòng sông biên giới này với Đông Neisse (tiếng Ba Lan: Nysa Kłodzka, tiếng Đức: Glatzer Neisse) và Raging Neisse nhỏ hơn (tiếng Ba Lan: Nysa Szalona; tiếng Đức: Wütende Neisse hoặc Jauersche Neisse), cả ở Ba Lan.

## Thị trấn và làng mạc
Tại Bad Muskau, Neisse chảy qua Công viên Muskau, Di sản Thế giới của UNESCO. Các thành phố và thị trấn trên sông từ nguồn đến miệng bao gồm:
- Jablonec nad Nisou, Cộng hòa Séc
- Vratislavice, Cộng hòa Séc
- Liberec, Cộng hòa Séc
- Chrastava, Cộng hòa Séc
- Hrádek nad Nisou, Cộng hòa Séc
- Zittau, Đức
- Bogatynia, Ba Lan
- Görlitz, Đức; Zgorzelec, Ba Lan
- Pieńsk, Ba Lan
- Bad Muskau, Đức; Łęknica, Ba Lan
- Forst (Lausitz), Đức
- Guben, Đức; Gubin, Ba Lan

## Phụ lưu
Bờ bên phải:
- Lubsza

Bờ bên trái:

## liên kết ngoài
- Tài liệu tham khảo về Tài nguyên nước và Thư viện Luật Hòa bình Quốc tế
- Cầu Đức-Ba Lan đã đóng